# Cuddalore (stad)
Cuddalore (ⓘ i /kʌdəˈlɔər/; Tamil: கடலூர்) is een havenstad in de Zuid-Indiase deelstaat Tamil Nadu, en tevens de hoofdstad van het gelijknamige district. De stad bestaat uit twee delen: de oude stad en Thirupadiripuliyr, van elkaar gescheiden door de rivier de Gadilam, die hier uitmondt in de Golf van Bengalen. De stad ligt op zo'n twintig kilometer van Puducherry en op zo'n tweehonderd kilometer van Chennai. Het inwonertal is 173.636 (2011). De overgrote meerderheid van de bevolking spreekt Tamil. Zo'n 89 procent van de bevolking is Hindoe, zes procent is Moslim en vier procent is Christen.

## Economie
De economie van Cuddalore was vroeger gebaseerd op visserij, maar is tegenwoordig voor een groot deel afhankelijk van de zware chemische, farmaceutische en energiegerelateerde industrie op het uitgestrekte industrieterrein SIPCOT. De hier gevestigde industrieën zorgen voor zeer ernstige vervuiling in de omgeving van de stad.

## Geschiedenis

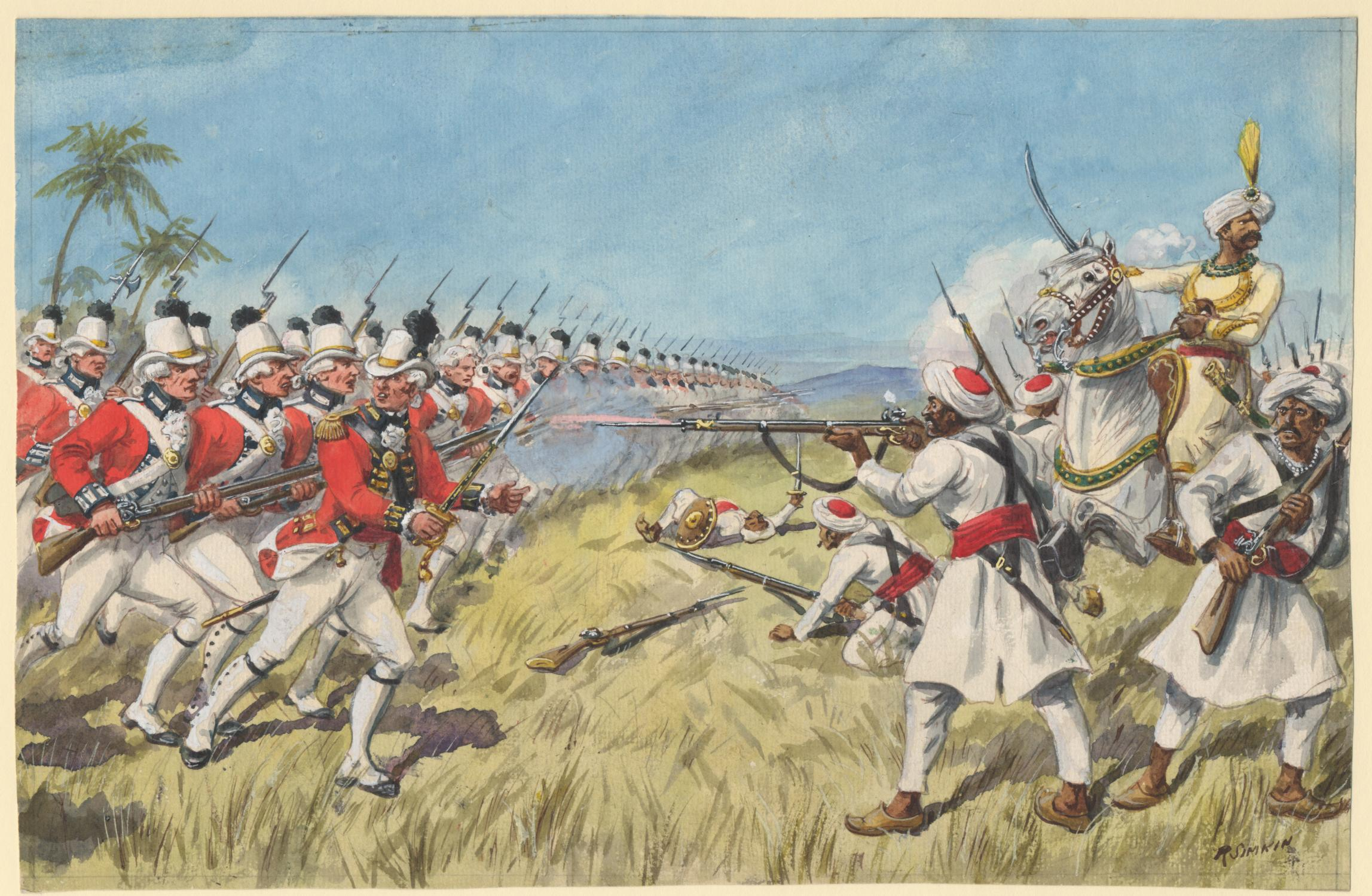
Het beleg van Cuddalore in 1783

Over de vroegste geschiedenis van Cuddalore is weinig bekend, al zijn er in het nabijgelegen Karaikadu sporen gevonden van handel met het Romeinse Rijk in de eerste en tweede eeuw n.C. De stad kreeg voor het eerst bekendheid ten tijde van het bewind van de Pallavas en de Middeleeuwse Chola's. Na de val van de Chola's werd de stad bestuurd door diverse rijken, vorsten en dynastieën, waaronder de Pandya's, het Vijayanagararijk, de Madurai Nayaks en Thanjavur Nayaks, en Tipu Sultan.
Hierna kwam de stad in handen van diverse koloniale mogendheden, waaronder Nederland, Portugal, Frankrijk en meer recentelijk het Britse Rijk. In de vroege zeventiende eeuw bouwde de VOC met toestemming van de vorst van Cuddalore een fort in de stad, maar onder druk van de Portugezen zagen zij gedwongen om het in de steek te laten. Later kwamen de Fransen en Engelsen naar Cuddalore om handel te drijven. In 1674 stichtten de Fransen een negorij ten noorden van de stad, Pondichéry; de Britten bouwden in 1690 Fort St. David in Cuddalore. In 1758, ten tijde van de Zevenjarige Oorlog, vormde de stad een strijdtoneel van de Carnatische oorlogen. Sinds de Indiase onafhankelijkheid in 1947 maakt de stad deel uit van India. Diverse straatnamen in Cuddalore herinneren aan het Britse en Nederlandse koloniale verleden, waaronder V.O.C. Street en Wellington Street.
De tsunami als gevolg van de zeebeving in de Indische Oceaan op tweede kerstdag van 2004 richtte veel schade aan in Cuddalore: de historische haven werd verwoest en diverse vissersdorpen in de omgeving werden verzwolgen door de golven.